# 鈴木三成 (弓道家)
鈴木 三成（すずき みつなり、1925年10月25日 - ）は日本の弓道家。範士十段。全日本弓道連盟会長、国際弓道連盟会長を務めていた。
2015年より名前を冠した「範士十段鈴木三成杯弓道大会」が開催されている。

## 略歴
大正14年（1925年）10月25日、八戸市出身。
青森県立八戸中学校（現青森県立八戸高等学校）出身。
全日本弓道選手権大会には1960年より14回出場し、優勝2回、2位3回、3位1回、5位2回の成績を挙げ、最高得点賞を5回獲得している。
1964年東京オリンピックではデモンストレーション弓道競技で代表の1人として参加している。
1974年、デーリー東北賞受賞。
2006年から2012年まで全日本弓道連盟会長を務めた。